# 奧斯威戈奇 (紐約州)
奧斯威戈奇（英語：Oswegatchie）是一個位於美國紐約州聖羅倫斯縣的鎮。

## 人口
根據2020年美國人口普查的數據，奧斯威戈奇的面積為184.41平方千米，當中陸地面積為169.64平方千米，而水域面積為14.77平方千米。當地共有人口4158人，而人口密度為每平方千米23人。